# Mouvement patriotique ougandais
Le Mouvement patriotique ougandais (en anglais, Uganda Patriotic Movement, UPM) est un ancien parti politique ougandais fondé par Yoweri Museveni en 1980. Ce dernier se présente aux élections générales de décembre 1980, mais Milton Obote et son parti Congrès du peuple ougandais arrivent en tête, suivis par le Parti démocrate et son chef Paul Ssemogerere ; l'élection est cependant sujette à une fraude massive,. Cela amène Yoweri Museveni à entrer en guérilla dès début 1981 dans le triangle de Luwero (en) au nord de Kampala, puis à fonder en juin de la même année le Mouvement de résistance nationale, au travers duquel il poursuit la guerre de brousse,.